# Há Muitas Noites na Noite
"Há muitas noites na noite" é uma série documental inspirada na obra "Poema Sujo" de Ferreira Gullar, dirigida por Silvio Tendler, com sete episódios com 26 minutos cada, exibida na TV Brasil entre dezembro de 2015 e janeiro de 2016.
Originalmente, a obra foi uma vídeo instalação, filmada em 2011, em um salão vazio que tem uma parede pintada com personagens do "Poema Sujo" por artistas grafiteiros e no qual foram colocadas mesas de botequim. Depois surgem atores vestidos de garçons que oferecem aos "clientes" um "cardápio" com poesias, músicas, depoimentos e depoimentos relacionados com o "Poema Sujo", escrito em 1975, quando o autor estava exilado em Buenos Aires. Na sequência os poemas são recitados   .